# Villeroy (Yonne)
Villeroy è un comune francese di 321 abitanti situato nel dipartimento della Yonne nella regione della Borgogna-Franca Contea.

## Società

### Evoluzione demografica
Abitanti censiti